# 有田泰而
有田 泰而（ありた たいじ、1941年1月31日 - 2011年7月17日）は、日本の商業写真家。非商業的なヌード作品なども発表し、写真以外の芸術作品も制作した。

## 生い立ちと経歴
有田泰而は、1941年1月31日に、当時の福岡県小倉市（現在の北九州市小倉北区）に生まれた。中央大学法学部に進学したものの、程なくして写真家を志し、東京綜合写真専門学校の学生となって石元泰博の下で学んだ。
有田は、1964年から1991年まで、もっぱら写真家として活動した。1964年から1966年には、日本デザインセンター写真部に所属し、その後、1977年まではフリーランスの写真家として数多くの出版社や広告企業に作品を提供した。1975年に、自分の家族（最初の妻とその息子）を撮影した「First Born」の作品群を発表した。
1977年、有田は東京を離れてカナダのオンタリオ州に渡り、以降、カナダや日本の広告会社や出版社にフリーランス写真家として作品を提供し続けた。
1980年、有田は東京に戻り、広告写真、出版社向けの商業写真、テレビ・コマーシャルの撮影に特化した有田スタジオを開設した。1984年には小磯雅子と2度目の結婚をしている。
1988年、有田は71枚の油絵を収めた画集『裸者の森』を発表した。有田にとって、芸術とは、描画や彫刻や写真撮影という行為の単なる結果ではなく、生き方そのものであった。日本に住んでいる間に、職業写真家として大きな成功を収めていたにもかかわらず、有田は幻滅を感じていた。有田はより自由なところでただ創造の悦びのために創造し、美意識を支え発想を与えてくれる自然の中で生きることを熱望するようになっていた。画集『裸者の森』の序文に、有田は「森はわたしを静め、わたしを鼓舞し、わたしを解放する ...」と記している。
1992年、有田は東京を離れ、南カリフォルニアに渡った。当地で日本の出版社やテレビ局のために、写真やビデオを提供する仕事をしたが、徐々に、より多くの時間を油絵や彫刻といった芸術作品の制作に費やすようになった。
2000年、有田はカリフォルニア州北部のメンドシーノ(Mendocino)の海岸部に移り、芸術の創作に専念する生活を、2人目の妻・雅子とともに始めた。有田は、自らの設計で自宅兼スタジオをフォート・ブラッグ(Fort Bragg)に建てた。有田夫妻は、有田にとって最後の作品となった「Fruit of the Redwoods」を共同で制作したが、これは樹齢1000年を超えるレッドウッドの切り株を素材に用いた作品であった。この作品は、ジェームズ・クレノフ(James Krenov)の木工芸術プログラムに学んだ者が多いカリフォルニア北部海岸各地の木工に携わる人々にとって、参照すべき基準となった。
有田は、2011年7月17日にフォート・ブラッグで没した。70歳であった。

## 出版された作品
- 連作「First Born」『カメラ毎日』に掲載 - 1976年
- 写真集『日本ヌード名作集』、『カメラ毎日』別冊、1982年、pp246-247
- 画集『裸者の森 有田泰而、1981-1987』リブロポート（東京）、1988年、 ISBN 4-8457-0321-1
- 写真集『日本の写真、1970年代：凍結された「時」の記憶』東京都写真美術館、1991年

## 個展
- 「ファーストボーン」ニコンサロン（東京）[1]
- 回顧展「有田泰而写真展」[2]
- 「セルフポートレート」[2]
- 「百花繚乱：日本の家」[2]

## おもなグループ展
- 1978	“Japan: A self portrait”, International Center for Photography, New York (photographs)[1]

## 収蔵作品
- 連作「ファーストボーン」の68枚の写真が東京都写真美術館のパーマネントコレクションとなっている。